# 巴林湾

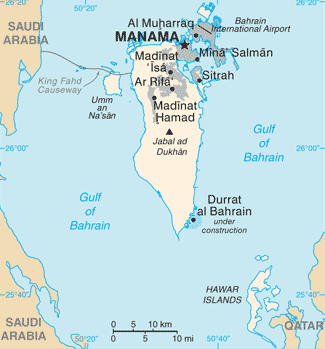
巴林群島及四周的巴林湾

巴林湾是波斯湾西侧的一个海湾。卡塔尔半岛将其与波斯湾相隔。巴林湾环绕着巴林岛。法赫德国王大桥穿过巴林湾西部，将沙特阿拉伯与巴林连接起来。

## 地理

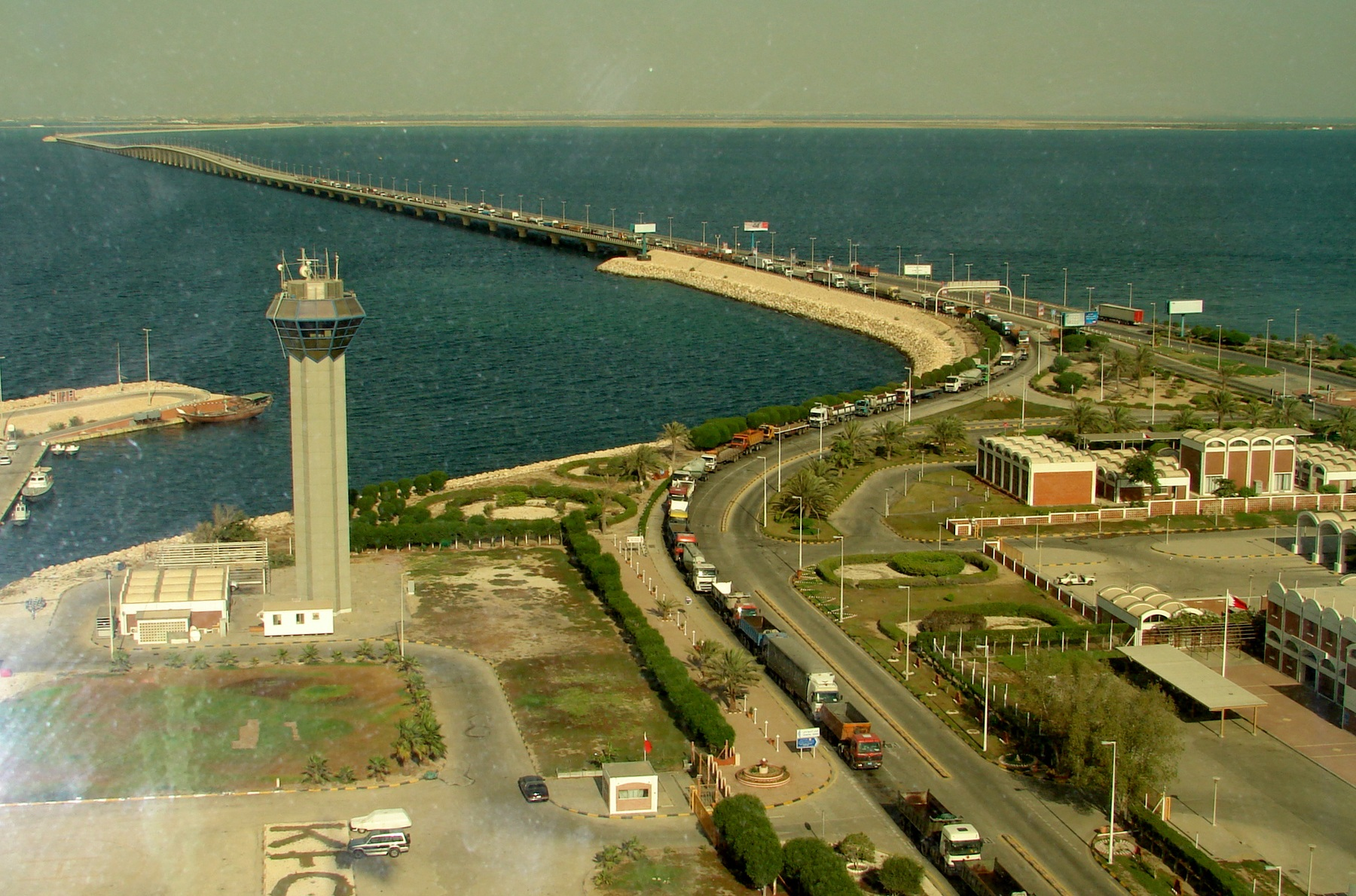
从东面看法赫德国王大桥

巴林灣位於波斯灣西側，處於卡達半島和阿拉伯半岛之间。巴林位于卡塔尔北端和沙特阿拉伯海岸之间的中间，由六个大岛和许多小岛组成。巴林湾有两个通往波斯湾的开口，其中最西端是一条通往沙特阿拉伯的大桥。巴林湾的南部是萨尔瓦湾。在巴林岛的东南部，靠近卡塔尔海岸，坐落着侯瓦尔群岛，是巴林的一部分。
连接沙特阿拉伯和巴林岛的法赫德国王大桥于1986年11月26日落成。大桥由五座桥梁组成，由坚固的路堤连接，其设计旨在尽量减少对环境的影响。另一条长堤，卡塔尔-巴林长堤，计划将巴林与卡塔尔连接起来。这座长堤一半是实心的，一半是桥。这座堤道的存在可能会对海湾的水循环产生相当大的影响。

## 动物群与植物群
侯瓦尔群岛位于卡塔尔海岸附近，于1997年被列入国际重要湿地名录。 侯瓦尔群岛是许多鸟类的家园，包括索科特拉鸬鹚。主岛上有小群阿拉伯羚羊和沙特瞪羚。
巴林湾很浅，水的热容量很小。巴林湾海水的温度波动很大，沿海地区的温度范围为14至35 °C（57至95 °F）。与波斯湾其他地区相比，水的含盐量也更高（10%）。巴林周围有海草草甸、珊瑚礁、泥滩和红树林。这些地区对该地区的生物多样性非常重要，为无脊椎动物、幼鱼、海龟和儒艮提供了栖息地。
巴林一直在通过疏浚海床和沉积材料来扩大其陆地面积。1963年，巴林的面积为668平方公里（258 平方英里），到2007年扩大到了759 平方公里（293 平方英里）。毗邻海域的大片珊瑚礁遭到破坏，海中沉积物的增加对其他海域产生了有害影响。巴林和卡塔尔之间的法施特·阿德汗礁在1996年和1998年因高温而受损，此后几乎完全被摧毁。